# SS-Standartenoberjunker
SS-Standartenoberjunker – najwyższy stopień wojskowy noszony przez kandydatów na oficerów w wojskach Waffen-SS. Jego polskim odpowiednikiem jest stopień starszego sierżanta podchorążego. Niższym stopniem był SS-Standartenjunker (sierżant podchorąży).
Kandydat na oficera Waffen-SS (Führerbewerber − FB) miał prawo noszenia na naramiennikach dwóch belek. Po przejściu 4-miesięcznego szkolenia podstawowego i uzyskaniu stopnia podchorążego (Führeranwärter − FA) i tytułu SS-Junker (który odpowiadał randze SS-Unterscharführera), był następnie zobowiązany do uczestnictwa w półrocznym kursie dla dowódców wojskowych, kończącym się promocją na SS-Standartenjunkera (odpowiednik stopnia SS-Scharführera). Po kolejnych 6 miesiącach kursu kandydat otrzymywał awans na SS-Standartenoberjunkera (stopień odpowiadający SS-Hauptscharführerowi). Awans oficerski na SS-Untersturmführera następował po minimum 2 miesiącach służby w jednostce frontowej.
SS-Standartenoberjunker miał prawo nosić oficerski sznur przy czapce, oficerską klamrę do pasa oraz obszycie kołnierza wykonane aluminiową nicią. 